# Owain Gwynedd

Wappen von Owain Gwynedd

Owain Gwynedd, eigentlich Owain ap Gruffydd (* um 1100; † 23. oder 28. November 1170), war König des walisischen Königreichs von Gwynedd.
Er war der zweite Sohn von Gruffydd ap Cynan und dessen Frau Angharad, Tochter von Owain ap Edwin. Gewöhnlich wird ihm zur Unterscheidung von seinem gleichnamigen jüngeren Zeitgenossen Owain ap Gruffydd, genannt Owain Cyfeiliog von Powys nicht der Vatersnamen angehängt, sondern als Zunamen der Name seines Fürstentums.

## Leben

### Jugend und Nachfolge seines Vaters
1124 führte er zusammen mit seinem älteren Bruder Cadwallon einen Feldzug nach Meirionydd. Noch zu Lebzeiten seines Vaters eroberte er mit Cadwallon neben Meirionydd die Cantrefs Rhos, Rhufoniog und Dyffryn Clwyd. Sein älterer Bruder fiel 1132 im Commote von Nanheudwy während eines Angriffs auf Powys, so dass er zum Thronfolger seines Vaters wurde. 1136 unternahm er zusammen mit seinem jüngeren Bruder Cadwaladr während des walisischen Aufstands nach dem Tod von Heinrich I. zwei Feldzüge gegen die Anglonormannen in Ceredigion. Beim zweiten Feldzug besiegten sie zusammen mit Gruffydd ap Rhys, Fürst von Deheubarth die Anglonormannen in der Schlacht von Crug Mawr unweit von Cardigan.
Wenig später wurde er nach dem Tod seines Vaters Gruffydd 1137 alleiniger König von Gwynedd.

### Eroberungsfeldzüge und Familienzwiste
1138 eroberte er ganz Ceredigion, das zwischen seinem ältesten Sohn Hywel ab Owain und seinem Bruder Cadwaladr geteilt wurde. Bereits seine Schwester Gwenllian war mit Gruffydd ap Rhys von Deheubarth verheiratet gewesen, und Owain versuchte dieses Bündnis mit Deheubarth zu festigen, indem er seine Tochter mit Anarawd, dem ältesten Sohn und Nachfolger Gruffydds verlobte. Anarawd wurde jedoch 1143 von Gefolgsleuten seines Bruders Cadwaladr ermordet. Owain trieb seinen Bruder daraufhin ins Exil nach Irland, doch nachdem Cadwaladr von dort im Folgejahr mit militärischer Unterstützung zurückkehrte, kam es zu einem brüchigen Ausgleich zwischen den Brüdern.
Die Kriege in Südwales waren für Owain allerdings nur ein Nebenkriegsschauplatz, sein Hauptaugenmerk lag in der Erweiterung und Festigung seines Reiches in Nordwales. Trotz des Widerstands von Ranulph, Earl of Chester und Madog ap Maredudd von Powys eroberte er bis 1146 Mold und bis 1149 annektierte er das Cantref Tegeingl. Seine Eroberungen konnte er 1150 durch einen Sieg über Madog ap Maredudd, der vom Earl of Chester unterstützt wurde, am Coleshill in Tegeingl festigen. Nachdem seine Söhne Hywel und Cynan bereits seit 1147 Angriffe gegen Cadwaladrs Herrschaftsgebiete unternommen hatte, vertrieb er ihn 1152 von der Insel Anglesey, seiner letzten verbliebenen Herrschaft. Cadwaladr flüchtete ins Exil sein England. Seinen Neffen Cuneda, den Sohn seines älteren Bruders Cadwallon ließ Owain im gleichen Jahr blenden und entmannen.

### Unterwerfung unter Heinrich II.
Nach dem Ende der Anarchy in England unterstützte der neue englische König Heinrich II. aktiv die anglonormannischen Marcher Lords in Wales. Sein Feldzug nach Wales 1157 war eine eindrucksvolle Demonstration der Stärke des englischen Königs. Zwar erlitten die Engländer im Gefecht am Coleshill Verluste und scheiterten bei ihrem Angriff von See her auf Anglesey, doch Owain erkannte, dass die Engländer seinem Reich überlegen waren und unterwarf sich deshalb Heinrich II. Er huldigte ihm und akzeptierte dadurch den Verlust seines Königtitels. Von nun trat er nur noch als Fürst von Gwynedd auf. Er musste außerdem seinen Bruder Cadwaladr wieder aufnehmen, der die Engländer bei ihrem Feldzug unterstützt hatte, und auf seine Eroberungen in Tegeingl verzichten. Der englische König ließ dort die Burgen von Rhuddlan und Basingwerk errichten, und Owain unternahm in den nächsten Jahren keine weiteren Angriffe mehr gegen England. 1157 erlitt Owain gegen Powys einen weiteren Rückschlag, als Madogs ap Maredudds Bruder Iorwerth Goch Owains Burg Tomen y Rhodwydd und damit die Herrschaft über Ial zurückeroberte. Dies konnte er jedoch nach dem Tod von Madog ap Maredudd 1160 wieder ausgleichen, in dem er noch im gleichen Jahr die Commotes von Edeirnion und Cyfeiliog eroberte und 1162 einen Rachefeldzug gegen Hywel ap Ieuaf von Arwystli durchführte. Gleichzeitig fuhr er mit seiner vorsichtigen Verständigung gegenüber Heinrich II. fort. Nachdem Einion Clud, der Herrscher von Elfael, von seinem Bruder Cadwallon ap Madog gefangen genommen und an ihn ausgeliefert worden war, übergab er ihn am 1. Juli 1163 in Woodstock dem englischen König, der gerade einen weiteren Feldzug nach Wales geführt hatte. Zusammen mit Rhys ap Gruffydd von Deheubarth und dem schottischen König Malcolm IV. musste sich Owain in Woodstock dem König förmlich unterwerfen.

### Ende der englischen Oberherrschaft
1165 stand Owain jedoch an der Spitze eines Bündnisses, dass die walisischen Fürsten in Corwen zur Abwehr eines weiteren Feldzugs des englischen Königs schlossen. Zusammen mit den Herrschern von Powys und Rhys ap Gruffydd von Deheubarth konnte er den englischen Angriff auf Wales abwehren, der im Dauerregen des walisischen Berglands fast in einer Katastrophe für die Engländer endete. Owain war nun zweifellos der Führer der walisischen Fürsten, und er nahm den Titel Fürst von Wales an. Er versuchte seine Position zu stärken, indem er dem französischen König Ludwig VII. seinen Lehenseid anbot. Ludwig drängte ihn, den nach dem gescheiterten Feldzug vom Vorjahr geschwächten englischen König anzugreifen, und Owain eroberte 1166 Basingwerk Castle. 1167 baute er im Bündnis mit Rhys ap Gruffydd seine Herrschaft über Tegeingl aus, indem er Rhuddlan Castle nach einer dreimonatigen Belagerung sowie Prestatyn eroberte. Das walisische Bündnis war jedoch nicht von langer Dauer. Bereits wenig später eroberten Owain und sein Bruder Cadwaladr zusammen mit Rhys ap Gruffydd Talfolwern Castle, eine Burg von Owain Cyfeiliog von Powys Wenwynwyn.

### Konflikt mit der Kirche und Tod
In den letzten Jahren kam es zu einem Konflikt mit Thomas Becket, dem Erzbischof von Canterbury, als er selbständig einen neuen Bischof von Bangor einsetzte. Owain war zwar ein Förderer verschiedener Kirchen, doch verlangte er von den Priestern in Gwynedd Gehorsam. Bei seiner Weihe in Worcester im Januar 1140 hatte Bischof Meurig von Bangor König Stephan noch den Lehenseid leisten müssen. Nachdem Meurig am 12. August 1161 gestorben war, war Owain fest entschlossen, dass der neue Bischof keinen Lehenseid auf den englischen König leisten müsse und nutzte das Exil von Thomas Becket ab November 1164, um 1165 mit Arthur of Bardsey einen eigenen Kandidaten aufzustellen. Becket weigerte sich, Owains Kandidaten anzuerkennen, der trotzdem von einem irischen Bischof geweiht wurde. Becket erlangte die Unterstützung des Papstes Alexander III., der Bardsey ebenfalls nicht anerkannte, so dass die Stelle des Bischofs bis 1177 vakant war, aber von Arthur of Bardsey ausgeübt wurde. Vermittlungsversuche des französischen Königs Ludwig VII. scheiterten. Um 1169 verstärkten der Erzbischof und der Papst ihre Gegnerschaft zu Owain, in dem sie dessen Ehe mit seiner Cousine Christina ferch Gronw, die bereits Erzbischof Theobald von Bec in den 1150er Jahren kritisiert hatte, angriffen. Auch hier forderte Owain die Geistlichkeit heraus, in dem er eine Trennung von seiner Frau ablehnte, weshalb er schließlich von Becket exkommuniziert wurde. Dennoch erhielt Owain nach seinem Tod im November 1170 eine würdevolle Beisetzung in der Kathedrale von Bangor.

## Nachwirken seiner Herrschaft
Der Chronist Brut y tywysogyon beschreibt ihn klug und edel, als Bollwerk von Wales, seit seiner Jugend unerobert. Gerald von Wales lobte seine Gerechtigkeit, Weisheit und seine Herrschaft, kritisierte jedoch als Priester scharf seine inzestuöse Beziehung zu seiner Cousine. Owain machte Gwynedd zum führenden Fürstentum von Wales. Auch wenn er letztlich die englische Oberherrschaft akzeptierte, betrachtete er sich nicht als gewöhnlicher Vasall. Seine Herrschaft führte mit dazu, dass die walisischen Fürsten sich nicht mehr bloß als Stammesführer betrachteten, sondern gemäß dem englischen Beispiel als Feudalherren auftraten. Daneben verbesserte Owain die Verwaltung seines Reiches und siedelte Freibauern zur Verteidigung an. Zu Lebzeiten hielt er seine Söhne unter Kontrolle, doch nach seinem Tod folgten Erbstreitigkeiten. Sein ältester Sohn Hywel fiel kurz nach seinem Tod in der Schlacht von Pentraeth in Anglesey gegen seine Halbbrüder Dafydd und Rhodri. Durch die fast drei Jahrzehnte andauernden Kämpfe zwischen seinen Söhnen und Enkeln ging die Führung der walisischen Fürstentümer auf Deheubarth über, bis sein Enkel Llywelyn ab Iorwerth das Reich wieder zum führenden walisischen Fürstentum erheben konnte.

## Familie
Sein ältester unehelicher Sohn war Hywel ab Owain, ein Sohn der Irin Ffynod oder Pyfog.
In erster Ehe heiratete er Gwladus, Tochter von Llywarch ap Trahern. Sie hatten folgende Kinder:
1. Iorwerth Drwyndwn, Vater von Llywelyn ab Iorwerth
2. Maelgwn ab Owain

In zweiter Ehe heiratete Owain um 1140 seine Cousine Cristin oder Christina, Tochter von Gronw ap Owen ap Edwin. Mit ihr hatte er zwei Söhne:
1. Dafydd ab Owain
2. Rhodri ab Owain

Daneben hatte er von mehreren Geliebten mindestens sechs weitere Söhne und zwei Töchter, darunter:
1. Cynan ab Owain
2. Angharad, Frau von Gruffydd Maelor I
3. Gwenllian, Frau von Owain Cyfeiliog

Der Legende nach soll er einen weiteren Sohn namens Madoc gehabt haben, der um 1170, also mehr als 300 Jahre vor Christoph Kolumbus in Amerika gelandet sein und dort auch Siedlungen gegründet haben soll. Diese Legende entstand aber erst im 16. Jahrhundert und sollte den Engländern als Rechtfertigung dienen, dass sie ältere Rechte als die spanischen Eroberer hätten.